# Mia Ajvide
Sonja Ingeborg Anne-Marie Haglund Ajvide, känd som Mia Ajvide, ursprungligen Haglund, född 21 april 1950 i Jönköping, Småland, är en svensk författare.

## Biografi
Ajvide är uppvuxen i ett frireligiöst hem i Jönköping. Hon arbetade tidigare som folkhögskolelärare och arkeolog, men är idag författare på heltid. Hon debuterade med diktsamlingen Om en flicka vill försvinna (2008). Romandebuten var Mannen som föll i glömska (2011).
Mia Ajvide är gift med författaren John Ajvide Lindqvist och de bor i Norrtälje kommun.